# Albert Heisé
Albert Heisé (* 13. Mai 1899 in Molsheim; † 7. Januar 1951 in Colmar) war ein französischer Sprinter.
Bei den Olympischen Spielen 1924 in Paris wurde er Fünfter in der 4-mal-100-Meter-Staffel und erreichte über 100 m das Viertelfinale.
Seine persönliche Bestzeit über 100 m von 10,8 s stellte er 1924 auf.